# Epsilonblau
Epsilonblau ist eine chemische Verbindung aus der Gruppe der Azofarbstoffe. Die Farbe einer wässrigen Lösung ist pH-abhängig; daher wird Epsilonblau als Säure-Base-Indikator verwendet. Die Farbe schlägt im pH-Bereich von 11,6–13,0 von orange nach violett um.

## Synthese
Die Darstellung von Epsilonblau erfolgt durch Diazotierung von p-Nitroanilin mit Natriumnitrit und Salzsäure und Kupplung des Diazoniumsalzes mit 8-Hydroxynaphthalin-1,6-disulfonsäure (Trivialname ε-Säure) und Natriumcarbonat.

## Verwendung
Als Indikator im pH-Bereich 12–13 ist Epsilonblau zur Bestimmung der Kohlendioxidsättigung von Kalilauge und für die Analyse von Hypobromit-Lösungen geeignet.